# Platyomus
Platyomus är ett släkte av skalbaggar. Platyomus ingår i familjen vivlar.

## Dottertaxa tillPlatyomus, i alfabetisk ordning[1]
- Platyomus acrolithus
- Platyomus aeruginosus
- Platyomus agonista
- Platyomus albarius
- Platyomus apiarius
- Platyomus argyreus
- Platyomus atrosignatus
- Platyomus auricephalus
- Platyomus auriceps
- Platyomus besckei
- Platyomus besckii
- Platyomus bicoloratus
- Platyomus bisignatus
- Platyomus boisduvali
- Platyomus bourcieri
- Platyomus bruchi
- Platyomus canescens
- Platyomus canus
- Platyomus carinirostris
- Platyomus cavirostris
- Platyomus chlorostictus
- Platyomus clarus
- Platyomus consputus
- Platyomus crassicornis
- Platyomus croesus
- Platyomus cultricollis
- Platyomus cuspidatus
- Platyomus dalmani
- Platyomus dejeani
- Platyomus dianae
- Platyomus duponti
- Platyomus elegans
- Platyomus elegantulus
- Platyomus ermineus
- Platyomus exanguis
- Platyomus faldermanni
- Platyomus fasciatus
- Platyomus forticornis
- Platyomus furcatus
- Platyomus glaucus
- Platyomus gyllenhali
- Platyomus hybridus
- Platyomus hystricosus
- Platyomus isabellinus
- Platyomus lacteus
- Platyomus latacungae
- Platyomus lebasi
- Platyomus lebasii
- Platyomus lepidus
- Platyomus leucozonus
- Platyomus maculatus
- Platyomus molitor
- Platyomus mollis
- Platyomus mutabilis
- Platyomus niveus
- Platyomus nodipennis
- Platyomus novemmaculatus
- Platyomus ochroleucus
- Platyomus opalinus
- Platyomus ostracion
- Platyomus perlepidus
- Platyomus piscatorius
- Platyomus placidus
- Platyomus planicollis
- Platyomus prasinus
- Platyomus puber
- Platyomus quadrisignatus
- Platyomus rufipes
- Platyomus saucius
- Platyomus scripta
- Platyomus septemmaculatus
- Platyomus septempunctatus
- Platyomus signatus
- Platyomus silbermanni
- Platyomus sordidus
- Platyomus subvittatus
- Platyomus transversesignatus
- Platyomus tripunctatus
- Platyomus undulatus
- Platyomus wahlenbergi
- Platyomus wahlenbergii
- Platyomus variabilis
- Platyomus variegatus
- Platyomus westermanni
- Platyomus virginalis
- Platyomus viridimaculatus
- Platyomus viridipes
- Platyomus viridivittatus